# Alberobello
Alberobello é uma comuna italiana da região da Puglia, província de Bari, com cerca de 10.855 habitantes. Estende-se por uma área de 40 km², tendo uma densidade populacional de 271 hab/km². Faz fronteira com Castellana Grotte, Fasano (BR), Locorotondo, Martina Franca (TA), Monopoli, Mottola (TA), Noci.

## Demografia
| Variação demográfica do município entre 1861 e 2011                               |
|                                                                                   |
| Fonte: Istituto Nazionale di Statistica (ISTAT) - Elaboração gráfica da Wikipedia |

## Patrimônio Mundial da UNESCO
É conhecida pelo seu conjunto de trulli, construções de telhado cônico características daquela região, considerado Patrimônio da Humanidade pela UNESCO desde 1996.